# Bradycellus chavesi
Bradycellus chavesi é uma espécie de insetos coleópteros pertencente à família Carabidae.
A autoridade científica da espécie é Alluaud, tendo sido descrita no ano de 1919.
Trata-se de uma espécie presente no território português.